# Svatý Lupus
Svatý Lupus, ve francouzštině saint Loup (což znamená mj. „vlk“) nebo saint Leu (383 v Toul – 478 v Troyes) je světec pocházející z Galie. Svůj majetek rozdal chudým, vstoupil do kláštera Lérins pod vedením sv. Honorata a kolem roku 426 byl jmenován troyeským biskupem.
V roce 429 doprovázel sv. Germaina z Auxerre do Británie, aby potlačili hnutí pelagiánců. Po návratu se dále věnoval svým biskupským povinnostem.
V roce 451, po porážce hunského vojevůdce Attily na Katalaunských polích, byl Lupus obviněn z účasti na Attilově útěku a musel opustit Troyes. Dva roky žil jako poustevník, teprve pak mu bylo dovoleno vrátit se do města. (Věrohodnost této události bývá zpochybňována).